# Acanthinula
Acanthinula es un género de moluscos gasterópodos de la familia Valloniidae en el orden de los Stylommatophora.

## Especies
Comprende las siguientes especies:
- Acanthinula aculeata (O. F. Müller, 1774)
- Acanthinula spinifera Mousson, 1872